# Letts (Iowa)
Letts es una ciudad ubicada en el condado de Louisa en el estado estadounidense de Iowa. En el Censo de 2010 tenía una población de 384 habitantes y una densidad poblacional de 253,01 personas por km².

## Geografía
Letts se encuentra ubicada en las coordenadas 41°19′47″N 91°14′8″O / 41.32972, -91.23556. Según la Oficina del Censo de los Estados Unidos, Letts tiene una superficie total de 1.52 km², de la cual 1.52 km² corresponden a tierra firme y (0%) 0 km² es agua.

## Demografía
Según el censo de 2010, había 384 personas residiendo en Letts. La densidad de población era de 253,01 hab./km². De los 384 habitantes, Letts estaba compuesto por el 94.79% blancos, el 0% eran afroamericanos, el 0.52% eran amerindios, el 0% eran asiáticos, el 1.82% eran isleños del Pacífico, el 1.3% eran de otras razas y el 1.56% pertenecían a dos o más razas. Del total de la población el 5.21% eran hispanos o latinos de cualquier raza.